# Savinjska dolina
Savinjska dolino je dolina, ki se je oblikovala ob reki Savinji, ki teče po "sredini" doline. Njeno ozemlje si deli 14 občin. 
Savinjska dolina se deli na dve pokrajinski enoti:
- Zgornja Savinjska dolina (Luče, Ljubno, ...)
- Spodnja Savinjska dolina (Polzela, Šempeter v Savinjski dolini, ...)

Zgornja Savinjska dolina se širi od Soteske (Ljubija) v Logarsko dolino, Spodnja Savinjska dolina obsega široko ravnino ob Savinji in njenih pritokih med Sotesko in Celjem, kot erozijsko-tektonska tvorba pa se nadaljuje na vzhod do Ponikve (Celjska kotlina), in dolino pod Celjem, ki je prečno zarezana v Posavsko hribovje (Dolina med Celjem in Zidanim Mostom).